# Limontitla, Zontecomatlán de López y Fuentes
Limontitla är en ort i Mexiko.   Den ligger i kommunen Zontecomatlán de López y Fuentes och delstaten Veracruz, i den sydöstra delen av landet, 170 km nordost om huvudstaden Mexico City. Limontitla ligger 458 meter över havet och antalet invånare är 556.
Terrängen runt Limontitla är kuperad, och sluttar österut. Runt Limontitla är det ganska glesbefolkat, med 34 invånare per kvadratkilometer. Närmaste större samhälle är Xochiatipan de Castillo, 12,1 km norr om Limontitla. I omgivningarna runt Limontitla växer huvudsakligen savannskog.